# Строй
Строй, военный, войсковой строй, в военном деле:
- способ расстановки (размещения) военнослужащих формирований, вооружения и военной техники (войск и сил) на местности;
- состав формирования вооружённых сил (ВС).

В тактике Строй — правильное размещение людей какой-нибудь части войск, сообразно назначению её, для действия, ученья, манёвров и во время похода, стычки, дела, боя, сражения и битвы. Разные порядки Строя, равно как правила для перехода из одного порядка в другой, определяются уставами. Согласно Строевому уставу Вооружённых Сил Российской Федерации, «строй — установленное уставом размещение военнослужащих, подразделений и частей для их совместных действий в пешем порядке и на машинах». Также строй в военном деле России означает состав формирования (пример: Корабль введён в строй Каспийской флотилии военно-морского флота вооружённых сил.)

## Виды и типы
Виды и типы строя:
- Фронт[3];
- Сомкнутый строй[1];
- Развёрнутый строй[1];
- Глубокий строй[5];
- Рассыпной строй[6][7];
- походный — этот строй для перемещений, с песней и без неё, и действий в пешем порядке и на машинах. Он должен обеспечивать сохранение сил личного состава, высокую скорость движения и быстрое развертывание формирования в предбоевой порядок. Походный строй — строй, в котором подразделение построено в колонну или подразделения в колоннах построены одно за другим на дистанциях, установленных уставом или командиром;
- предбоевой — позволяет двигаться с достаточной скоростью, без задержек преодолевать препятствия и при виде врага быстро до разворачиваться в боевой порядок;
- боевой[8] (τάξις, Acies[9]) — позволяет эффективно и с малыми потерями выполнить боевую задачу;
- парадный — этот строй для прохождения торжественным маршем пешим порядком, верхом и/или на машинах;
- пеший;
- конный;
- машинный (на машинах):
- строй кораблей[10];
- строй летательных аппаратов (ЛА);
- и так далее. Разные порядки строя, равно как правила для перехода из одного порядка в другой, определяются уставами[2].

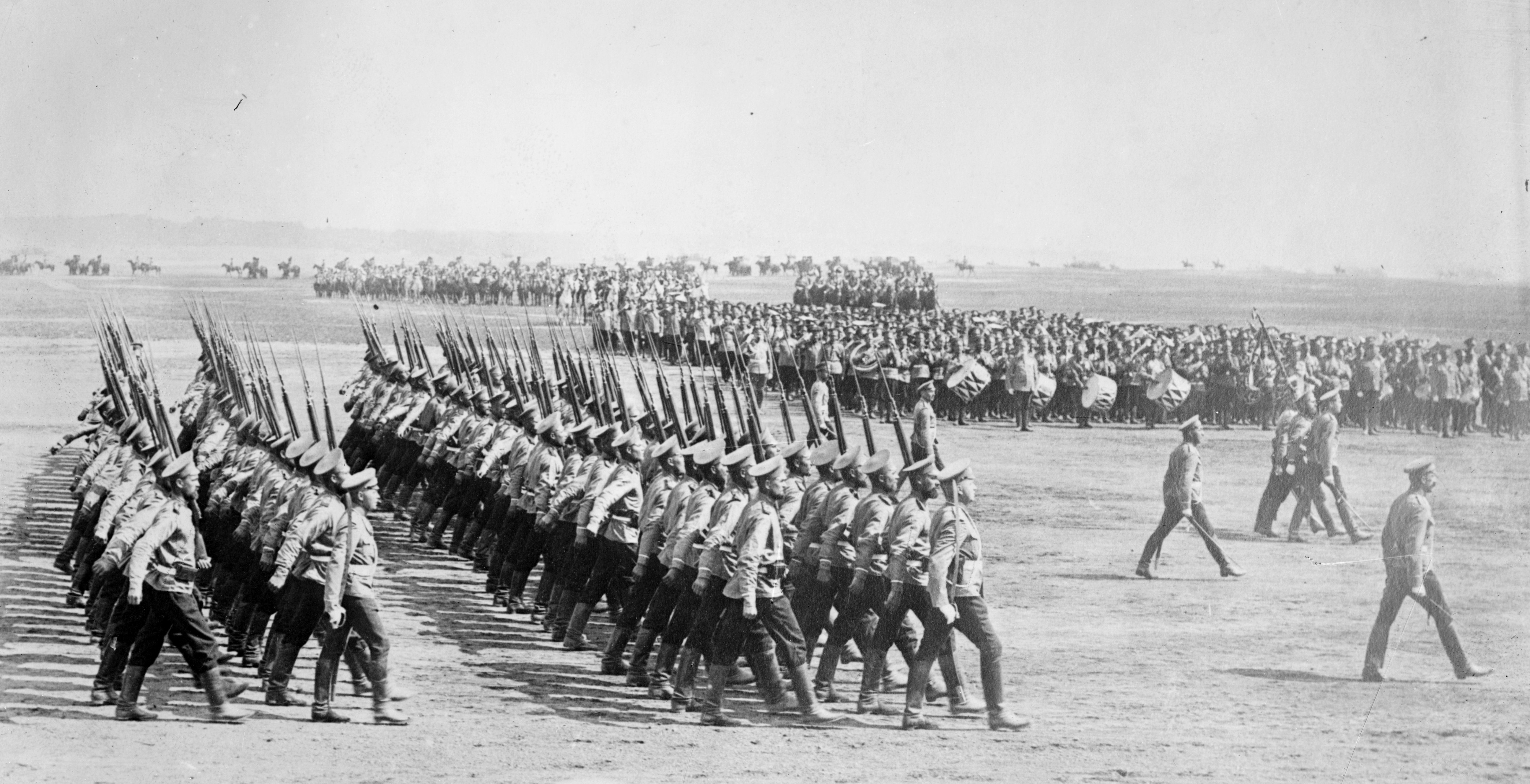
Русская пехота на смотре, движение в двухшереножном строю
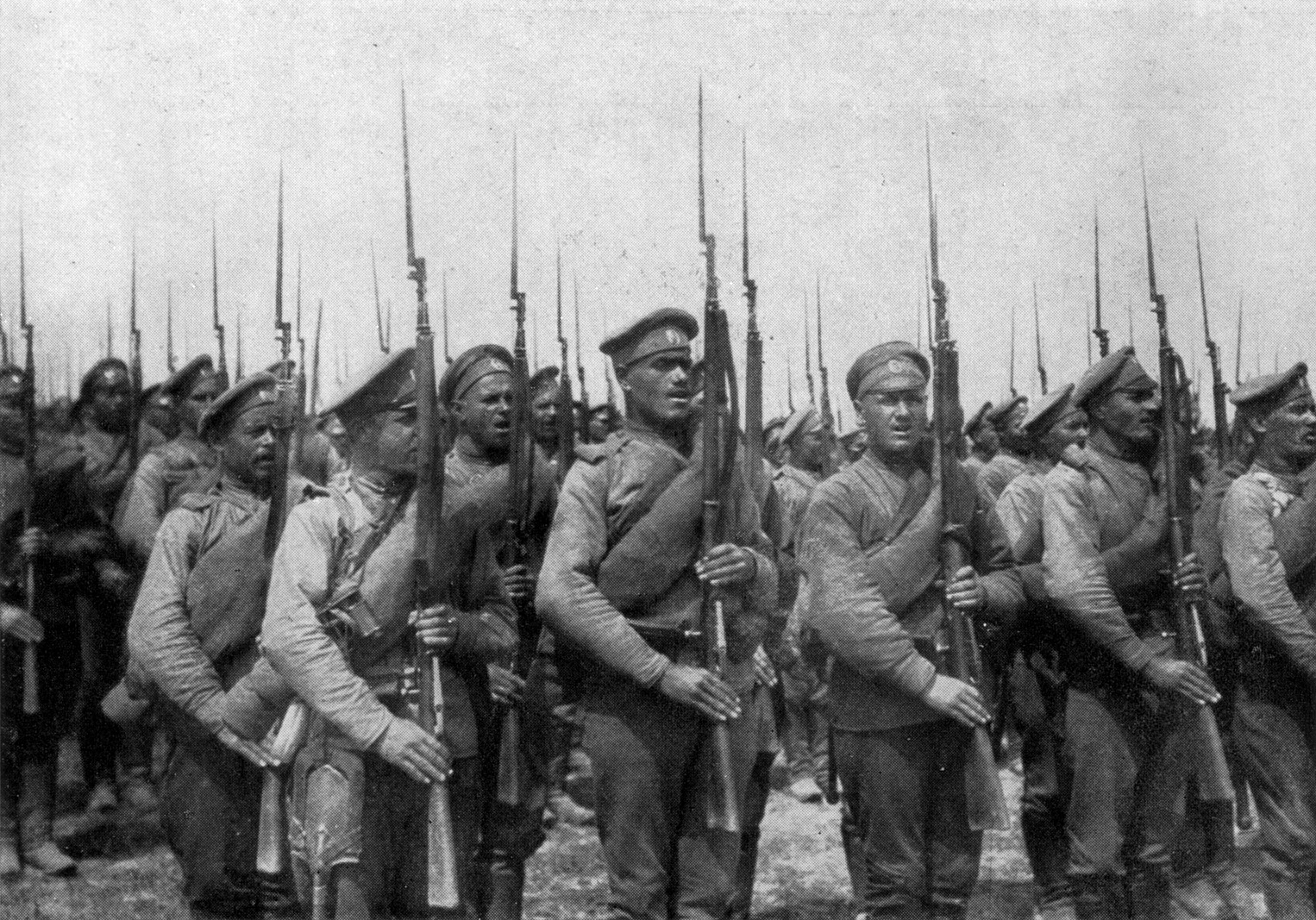
Русская пехота в строю, на переднем плане у правофлангового солдата МПЛ-50
Стрелковое подразделение РККА на марше, в походном строю, с песней. 1920 год
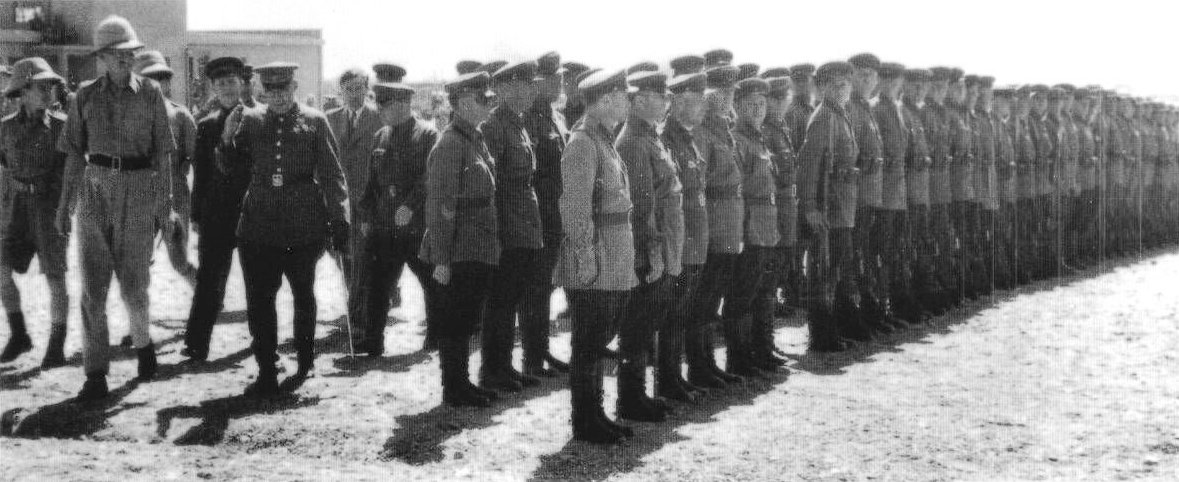
Развёрнутый двухшереножный строй подразделений ВС СССР, англо-советский парад в Тегеране в сентябре 1941 года
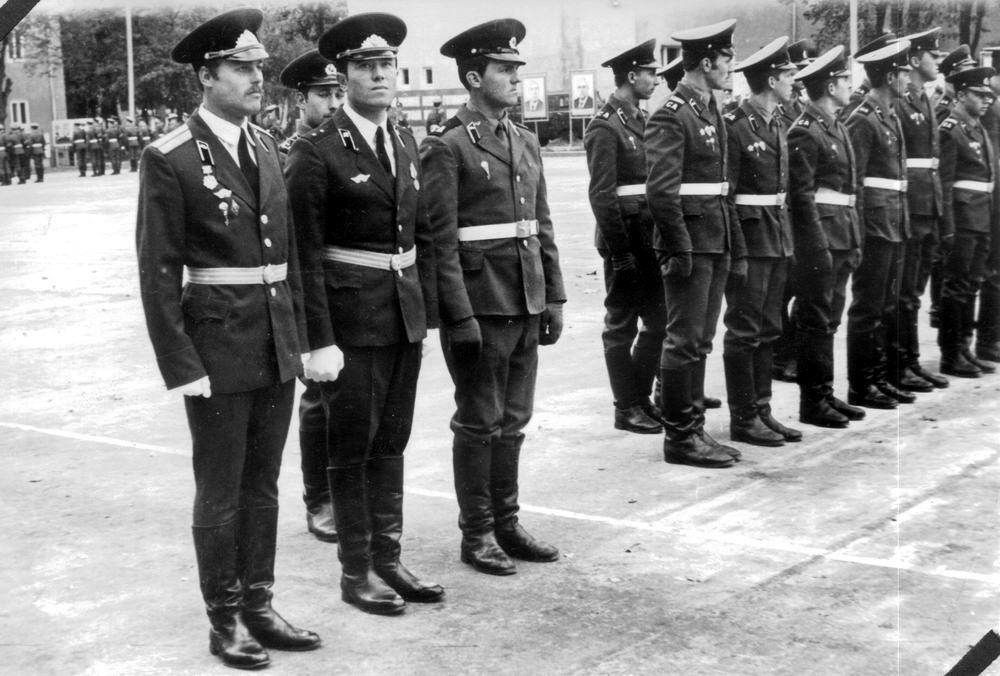
Развёрнутый двухшереножный строй, ГСВГ ВС СССР
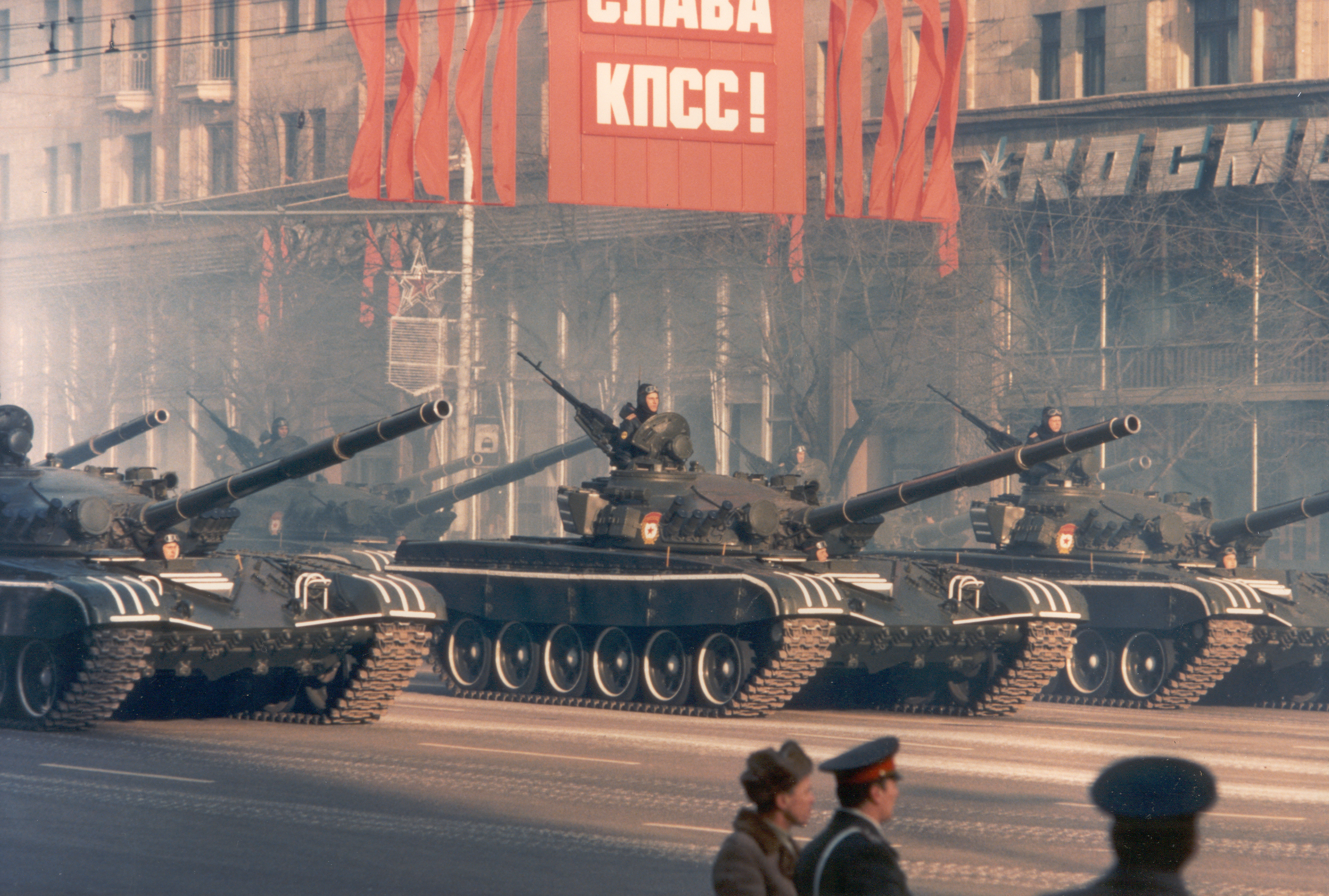
Торжественный строй бронетехники ВС СССР на параде в честь годовщины Революции 7 ноября 1983 года
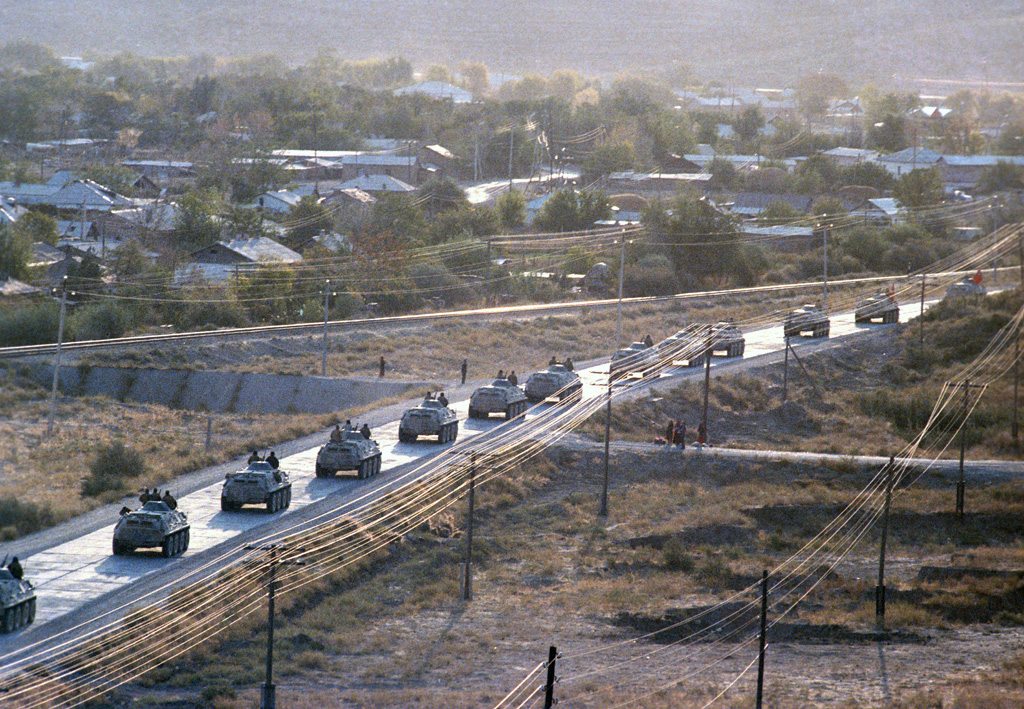
Колонна бронетранспортёров походного строя
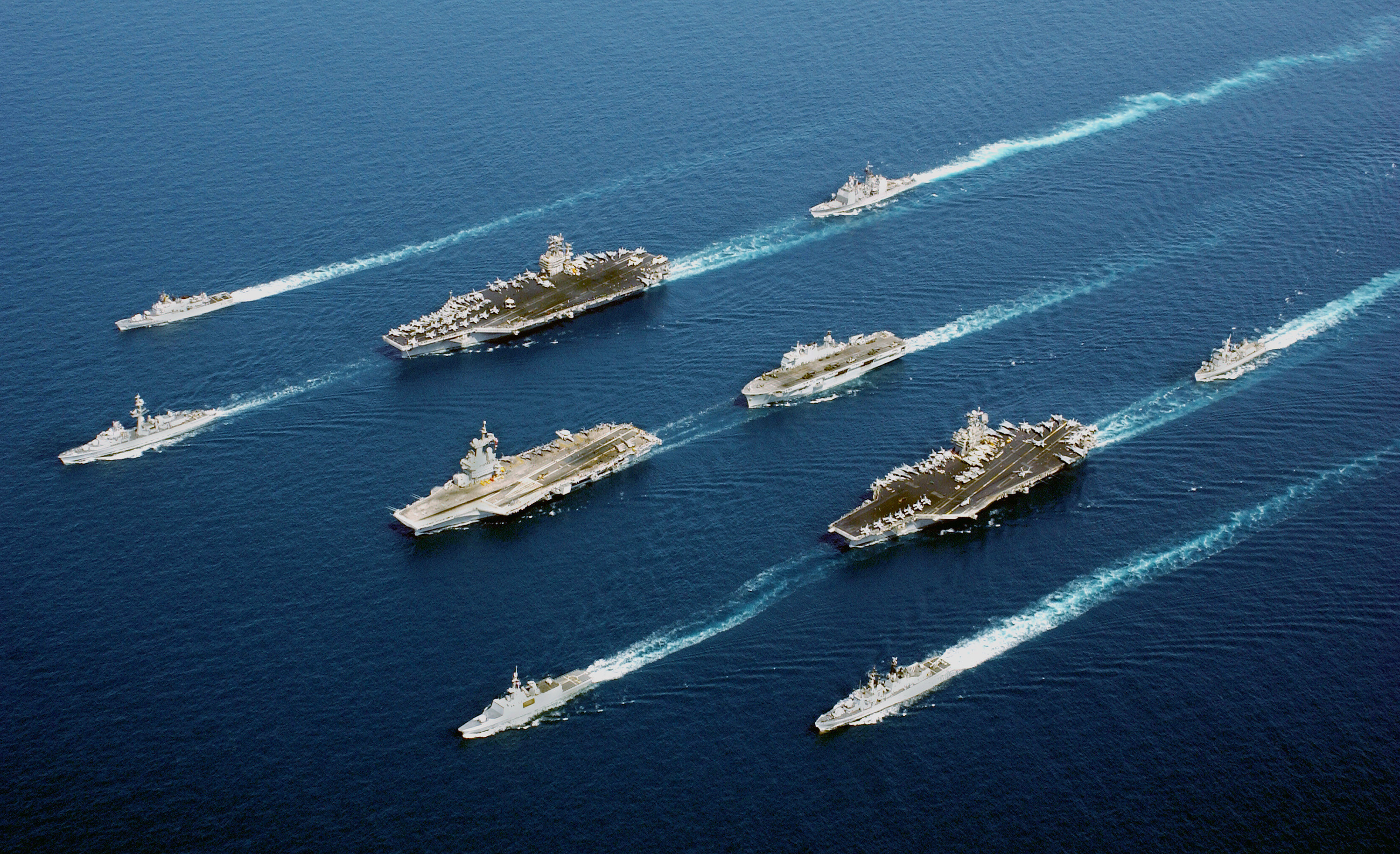
Походный строй четырёх различных современных авианосцев — USS John C. Stennis, Шарль Де Голль, HMS Океан и USS Джон. Ф. Кеннеди в сопровождении эскортных судов, 2002 год, интервалы и дистанция сокращены, по сравнению с предбоевым и боевым строем
Боевой строй самолётов Б-17с (B-17s)

## Управление
Управление строем осуществляется воинскими начальниками (командир, командующий и так далее) командами и приказаниями, которые подаются командиром голосом, сигналами и личным примером, а также передаются с помощью технических и подвижных средств.
Команды и приказания могут передаваться через командиров подразделений и назначенных наблюдателей.

## Элементы
Строй имеет следующие элементы:
- Шеренга (пол. szereg ← итал. scera) — строй, в котором военнослужащие размещены один возле другого на одной линии плечо с плечом[11], на установленных интервалах[12].
- Фронт — сторона строя, в которую военнослужащие обращены лицом (машины — лобовой частью).
- Тыл (тыльная сторона) — сторона или часть строя, боевого порядка, оперативного построения войск (сил), противоположная фронту.
- Фланг — правая (левая) оконечность строя. При поворотах строя названия флангов не изменяются.
- Дистанция — расстояние в глубину между военнослужащими (машинами), подразделениями и воинскими частями.
- Интервал — расстояние по фронту между военнослужащими (машинами), подразделениями и воинскими частями.
- Ряд — два военнослужащих, стоящих в двухшереножном строю в затылок один другому. Если за военнослужащим первой шеренги не стоит в затылок военнослужащий второй шеренги, такой ряд называется неполным. Ранее, в военном деле России, «Ряд» — каждый человек в шеренге, со всеми стоящими или идущими за ним гусём[13], позже ряд в строю образовывали два нижних чина, стоящие один в затылок другому. При расчёте для вздваивания рядов[14] нечётные ряды считались первыми, чётные — вторыми[15].
- Знамённые ряды
- Глубина строя — расстояние от первой шеренги (впереди стоящего военнослужащего) до последней шеренги (позади стоящего военнослужащего), а при действиях на машинах — расстояние от первой линии машин (впереди стоящей машины) до последней линии машин (позади стоящей машины).
- Ширина строя — расстояние между флангами.
- Линия машин — строй, в котором машины размещены одна возле другой на одной линии.
- Колонна — строй, в котором военнослужащие расположены в затылок друг другу, а подразделения (машины) — одно за другим на дистанциях, установленных уставом или командиром.
- Направляющий — военнослужащий (подразделение, машина), движущийся головным в указанном направлении. По направляющему сообразуют своё движение остальные военнослужащие (подразделения, машины).
- Замыкающий — военнослужащий (подразделение, машина), движущийся последним в колонне.
- и так далее.

## Строи отделения в пешем порядке

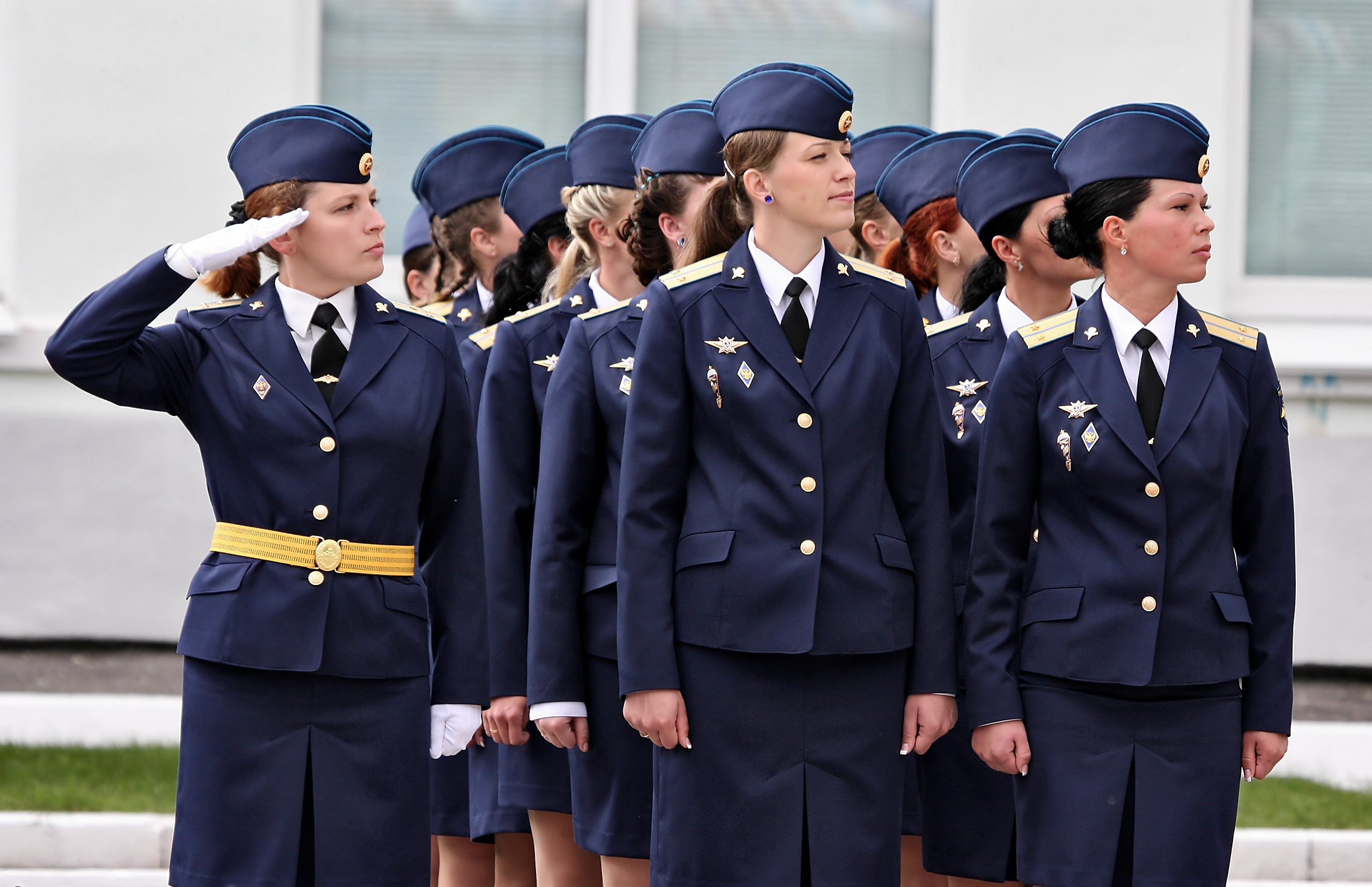
Построение личного состава в колонну по два, выпуск первого набора военнослужащих-женщин (лейтенантов) РВВДКУ, 2013 год.

В соответствии со строевым уставом, в ВС России для каждого вида и типа формирования существуют свои строи, в пешем порядке. Строевой устав Вооружённых Сил Российской Федерации определяет следующие строи для формирования типа отделение, в зависимости от рода войск и сил вида ВС, в пешем порядке:
- Развёрнутый строй[16]:
  - одношереножный строй
  - двухшереножный строй
- Походный строй:
  - в колонну по одному
  - в колонну по два

### Обязанности военнослужащих в строю
В строю военнослужащий обязан:
- проверить исправность закрепленных за ним оружия и боеприпасов, вооружения и военной техники, средств индивидуальной защиты и индивидуальной бронезащиты, шанцевого инструмента, обмундирования и снаряжения;
- аккуратно заправить обмундирование.
- знать своё место;
- соблюдать требования безопасности;
- не выходить из строя (машины) без разрешения;
- в строю без разрешения не разговаривать и не курить;
- быть внимательным к приказаниям и командам своего командира, быстро и точно их выполнять, не мешая другим;
- передавать приказания, команды без искажений, громко и чётко.

## Строй кораблей
Одно из главных требований, предъявляемых боевому строю военных кораблей, заключается в том, чтобы не только передвигаться к месту (во время) морского сражения, но и предоставить каждому кораблю и судну возможность максимально использовать свои сильные стороны, наступательные и оборонительные, прикрывая в то же время слабые; для этого каждый корабль и судно должен лежать на наивыгоднейшем курсовом утле и находиться в наиболее удобном для данного момента боя расстоянии от неприятеля.
В Военно-морском флоте, уже традиционно, используются следующие способы расположения:
- Походный ордер
- Боевой ордер

## Строй летательных аппаратов
Строй летательных аппаратов (самолётов, вертолётов и так далее) как словосочетание мало употребляем, в авиации более употребим термин — боевой порядок. Боевые порядки служат для решения задач боевой подготовки и выполнения боевых задач. Строи устанавливаются для полётов на парадах, демонстрационных (показательных) полётах и выполнения других заданий. Боевые порядки могут быть сомкнутые, разомкнутые и рассредоточенные.
В настоящее время основной боевой единицей во всех видах отечественной военной авиации является пара — ведущий и ведомый, которые, как правило, располагаются в пространстве «строем уступа» («пеленгом»). Ведущий является командиром для ведомого. Умение летать «в паре», то есть держать требуемый интервал и дистанцию при всех режимах пилотирования называется слётанностью пары. При действиях в составе групп наиболее целесообразным и применяемым боевым порядком (при перелёте от аэродрома взлёта к месту боевой работы) будет колонна пар.